# 陳亢

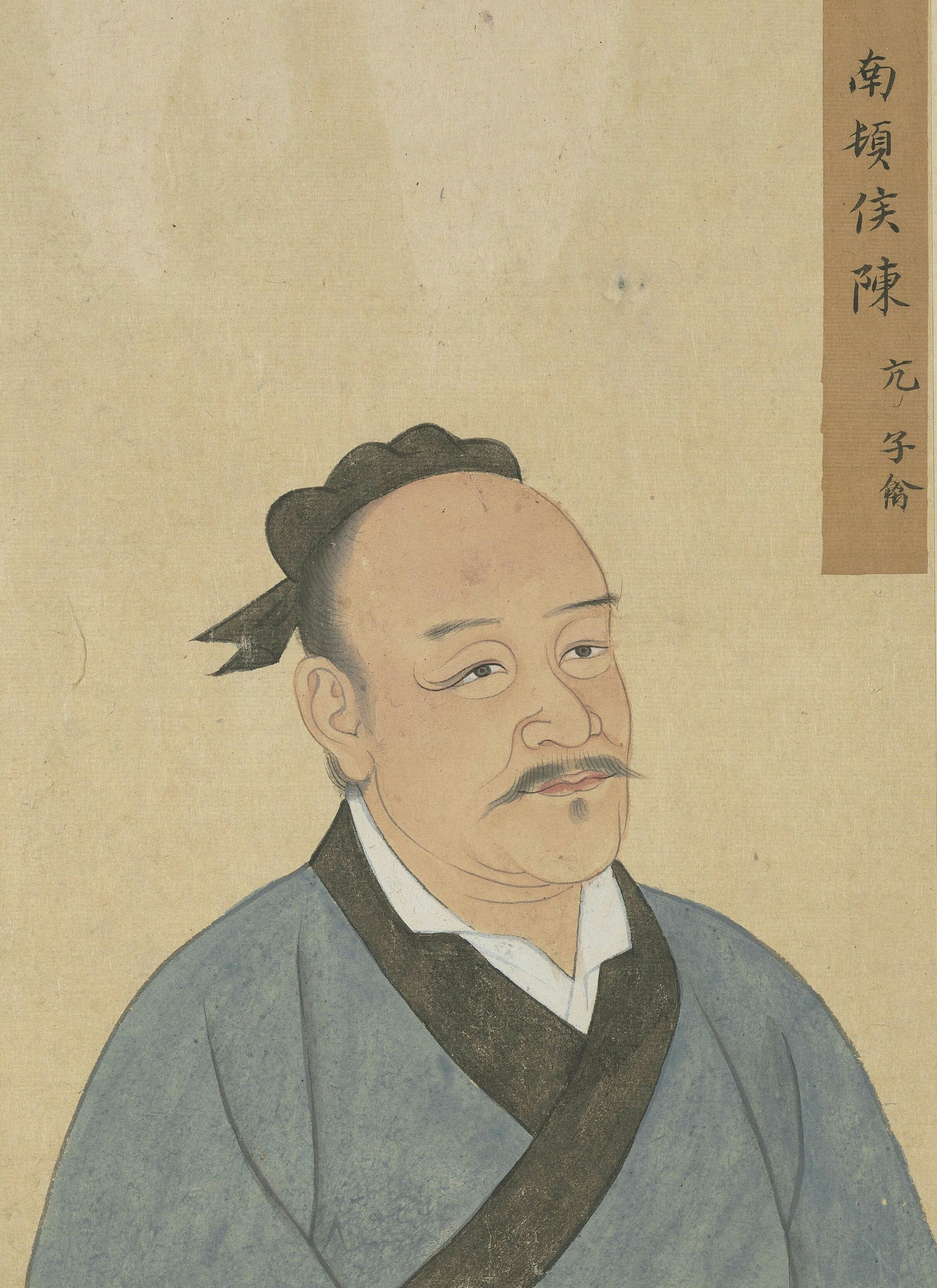
陳亢

陳亢（前511年—前430年），字子禽，一字子亢，蒙城县城西黄练沟人。為孔子弟子。

## 問學記載

### 與孔鯉之間的對話
在《論語》中，陳亢曾與孔子之子伯魚請教討論孔子的教子方式。

### 與子貢之間的對話
陳子禽問子貢曰：「仲尼焉學？」子貢曰：「文武之道未墜於地，在人，賢者識其大者，不賢者識其小者，莫不有文武之道。夫子焉不學，而亦何常師之有！」
又問曰：「孔子適是國必聞其政。求之與？抑與之與？」子貢曰：「夫子溫良恭儉讓以得之。夫子之求之也，其諸異乎人之求之也。」

## 生涯經歷
陈亢为宰时，施德政于民，颇受后人好评。

## 歷代追封
唐開元封「潁伯」，宋封「南頓侯」。

## 評價
明代学者顾龙裳游蒙城清燕堂时，写有《公堂清燕》诗：“缅想鸣琴治邑时，雍容雅化坐无为”，以颂扬陈亢。